# 1 (film 2009)
1 – wyprodukowany w 2009 roku film Patera Sparrowa, oparty na motywach z One human minute Stanisława Lema.

## Opis fabuły
Do starej, pełnej rzadkich i cennych dzieł księgarni przybywa Swan Tamel – mężczyzna, który twierdzi, że przemierzył całą Ziemię, aby odnaleźć wyjątkową książkę, mającą się znajdować właśnie w tym sklepie.
Maya Satin, manager, i Al F. Eveson, właściciel księgarni, udają się wraz z tajemniczym klientem do magazynu książek, gdzie ze zdumieniem odkrywają, że każdy tom został zastąpiony nieznaną im pozycją – książką anonimowego autora pod tytułem 1.
Sprawą zaczyna interesować się RDI (Reality Defence Institute) – specjalna agencja zajmująca się zjawiskami nadprzyrodzonymi. Śledztwo, prowadzone przez agenta Phila Pitcha, nie przynosi rezultatów. Wszystkie egzemplarze 1, zawierające dane na temat zdarzeń, mających miejsce na Ziemi w ciągu jednej minuty, trafiają do kwatery głównej RDI, gdzie poddane są szczegółowym badaniom.